# Niels Bo Bojesen
Niels Bo Bojesen (født 23. januar 1958 i Birkerød) er en dansk satirisk bladtegner og børnebogs illustrator. Han er søn af tegneren Bo Bojesen.
Niels Bo Bojesen er uddannet fra Danmarks Designskole i 1984, og School of Visual Arts i New York i 1986.

## Priser og udmærkelser
- 2019 - World Press Freedom International Editorial Cartoon.
- 2019 - Golden Aesop Grand Prix of Gabrovo.
- 2019 - World Humor Award, Award of Excellence.
- 2017 - Pentel-prisen, årets bladtegner, fra Danske Bladtegnere.
- 2016 - Ranan Luire Political Cartoon Award
- 2014 - Orla-prisen, sammen med Kim Fupz Aakeson.
- 2011 - Kommunernes Skolebiblioteksforenings Forfatterpris, sammen med Kim Fupz Aakeson.
- 2005 - Award of excellence i Edition Best of Newspaper Design.
- 2004 - European Newspaper Award for single illustration.
- 2003 - Svarres Legat fra Danske Bladtegneres.

### Det kinesiske coronaflag
Den 27. januar 2020 bragte Jyllands-Posten en tegning af Niels Bo Bojesen, der viser Kinas flag, hvor de fem gule stjerner er ændret til symboler for coronavirussen.